# Polistes penai
Polistes penai är en getingart som beskrevs av Richards 1978. Polistes penai ingår i släktet pappersgetingar, och familjen getingar. Inga underarter finns listade i Catalogue of Life.